# شنایت
شنایت (به آلمانی: Gschnaidt) یک منطقهٔ مسکونی در اتریش است که در گراتس اومگبونگ واقع شده‌است. شنایت ۲۹٫۸۲ کیلومتر مربع مساحت دارد ۷۶۹ متر بالاتر از سطح دریا واقع شده‌است.